# Lombank Trophy 1963
Lombank Trophy 1963 je bila neprvenstvena dirka Formule 1 v sezoni 1963. Odvijala se je 30. marca 1963 na dirkališču Snetterton Motor Racing Circuit.

## Dirka
| Poz | Št | Dirkač          | Moštvo                     | Konstruktor   | Krogi | Čas/Odstop              | Št. m. |
| --- | -- | --------------- | -------------------------- | ------------- | ----- | ----------------------- | ------ |
| 1   | 1  | Graham Hill     | Owen Racing Organisation   | BRM           | 50    | 1.25:09,6               | 10     |
| 2   | 3  | Jim Clark       | Team Lotus                 | Lotus-Climax  | 50    | + 21,2 s                | 1      |
| 3   | 5  | Innes Ireland   | British Racing Partnership | Lotus-BRM     | 50    | 1:34,4                  | 4      |
| 4   | 7  | Bruce McLaren   | Cooper Car Company         | Cooper-Climax | 50    | 1:36,4                  | 3      |
| 5   | 2  | Richie Ginther  | Owen Racing Organisation   | BRM           | 49    | +1 krog                 | 2      |
| 6   | 6  | Jim Hall        | British Racing Partnership | Lotus-BRM     | 47    | +3 krogi                | 5      |
| 7   | 12 | Adam Wyllie     | Jock Russell               | Lotus-Climax  | 44    | +6 krogov               | 6      |
| Ods | 16 | Bob Anderson    | DW Racing Enterprises      | Lola-Climax   | 0     | Menjalnik               | 9      |
| Ods | 14 | Philip Robinson | A. Robinson & Sons         | Lotus-Climax  | 0     | Vžig                    | 7      |
| Ods | 8  | Tim Parnell     | Reg Parnell                | Lotus-BRM     | 0     | Motor                   | 8      |
| DNS | 17 | Jo Siffert      | Scuderia Filipinetti       | Lotus-BRM     |       | Trčenje                 | -      |
| WD  | 4  | Trevor Taylor   | Team Lotus                 | Lotus-Climax  |       | Brez motorja            | -      |
| WD  | 9  | David Prophet   | David Prophet              | Brabham-Ford  |       | Nepripravljen dirkalnik | -      |
| WD  | 10 | Morris Nunn     | Morris Nunn                | Cooper-Climax |       |                         | -      |
| WD  | 11 | Graham Eden     | Graham Eden                | Cooper-Climax |       |                         | -      |
| WD  | 15 | Jack Pearce     | Auto Racing Services       | Lotus-Climax  |       |                         | -      |
| WD  | 18 | Ron Carter      | Tim Parnell                | Lotus-Climax  |       |                         | -      |